# Mareuil en Périgord
Mareuil en Périgord község Franciaország Új-Aquitania régiójában, Dordogne megyében. Új községként 2017. január 1-jén jött létre kilenc korábbi község: Mareuil, Beaussac, Champeaux-et-la-Chapelle-Pommier, Les Graulges, Léguillac-de-Cercles, Monsec, Puyrenier, Saint-Sulpice-de-Mareuil és Vieux-Mareuil egyesítésével. Lakosainak száma 2316 fő (2022. január 1.).

## Népesség
| Lakosok száma | 2451 | 2342 | 2315 | 2280 | 2290 | 2303 | 2316 |
|               | 2015 | 2017 | 2018 | 2019 | 2020 | 2021 | 2022 |